# Mohamed Mahmoud Ould Louly
Mohamed Mahmoud Ould Louly (in arabo محمد محمود ولد أحمد لولي; Tijikja, 1º gennaio 1943 – 16 marzo 2019) è stato un politico e militare mauritano.
È stato capo di Stato militare della Mauritania, in qualità di Presidente del CSMN (Comitato Militare per la Salvezza Nazionale), dal giugno 1979 al gennaio 1980.

## Biografia
Louly entrò nel novembre 1960, anno dell'indipendenza nell'esercito e fu addestrato nelle accademie militari francesi. Ha poi ricoperto diversi incarichi di responsabilità nel governo di Moktar Ould Daddah.
Nel 1978 è stato uno dei membri fondatori del Comitato militare per la salvezza nazionale (CMRN), che sotto la guida di Mustafa Ould Salek, 10 luglio, 1978, il presidente Moktar Ould Daddah a causa del conflitto nel Sahara occidentale si è schiantato Miltärputsch .
Il 6 aprile 1979 e Louly Bouceif e il colonnello Ould Mohamed Khouna Ould Haidalla successo del Comitato Nazionale Comitato del Comitato Nazionale del Comitato militare della salvezza della salvezza (CMSN). Louly a Saleks nel governo ricoperto diversi incarichi ministeriali, era 3 giugno 1979 per superare Mustafa Ould Salek, l'ufficio del presidente, dopo le sue dimissioni a causa della sua perdita di potere all'interno del CMSN e problemi economici derivanti dal conflitto nel Sahara occidentale e il divario crescente tra arabi e neri africani nel paese.
il 4 gennaio 1980, il suo primo ministro, Mohamed Khouna Ould Haidalla, lo congedò. Louly entrò nel novembre 1960, anno dell'indipendenza nell'esercito e fu addestrato nelle accademie militari francesi. Ha poi ricoperto diversi incarichi di responsabilità nel governo di Moktar Ould Daddah.
Nel 1978 è stato uno dei membri fondatori del Comitato militare per la salvezza nazionale (CMRN), qui, sotto la guida di Mustafa Ould Salek, il 10 luglio 1978 il presidente Moktar Ould Daddah A causa del conflitto nel Sahara occidentale Miltärputsch si è schiantato.
Il 6 aprile 1979 e Louly Bouceif e il colonnello Ould Mohamed Khouna Ould Haidalla riuscita del Comitato Nazionale Comitato del comitato militare del Comitato Nazionale per la Salvezza della Salvezza (CMSN). Louly, in Saleks nel governo ricoperto diversi incarichi ministeriali, era il 3 giugno 1979 al trionfare presidente dell'ufficio di Mustafa Ould Salek dopo-Le sue dimissioni a causa una perdita figlio di potenza nel CMSN ed i problemi economici dovuti al conflitto nel Sahara occidentale e il divario crescente tra arabi e neri africani nel paese.
Il 4 gennaio 1980, il suo primo ministro, Mohamed Khouna Ould Haidalla, lo congedò.